# زبان‌های توپیایی–گوارانی
زبان‌های توپیایی-گوارانی مهمترین زیرشاخه زبان‌های توپیایی است که در آمریکای جنوبی بیش از پنجاه زبان مختلف را در برمی‌گیرد. مهمترین زبان این گروه زبان گوارانی است.